# Список птахів Корейської Народно-Демократичної Республіки
Це перелік видів птахів, зафіксованих на території Корейської Народно-Демократичної Республіки. Авіфауна КНДР налічує загалом 318 видів. 1 вид був знищений на території країни.

## Позначки
Наступні теги використані для виділення деяких категорій птахів.
- (А) Випадковий — вид, який рідко або випадково трапляється в КНДР
- (I) Інтродукований — вид, завезений до Південної Кореї як наслідок, прямих чи непрямих людських дій
- (Ex) Локально вимерлий — вид, який більше не трапляється в КНДР, хоча його популяції існують в інших місцях

## Гагароподібні(Gaviiformes)
Родина: Гагарові (Gaviidae)
- Гагара червоношия, Gavia stellata
- Гагара чорношия, Gavia arctica
- Гагара білошия, Gavia pacifica
- Гагара білодзьоба, Gavia adamsii

## Пірникозоподібні(Podicipediformes)
Родина: Пірникозові (Podicipedidae)
- Пірникоза мала, Tachybaptus ruficollis
- Пірникоза сірощока, Podiceps grisegena
- Пірникоза велика, Podiceps cristatus
- Пірникоза чорношия, Podiceps nigricollis

## Буревісникоподібні(Procellariiformes)
Родина: Буревісникові (Procellariidae)
- Буревісник тихоокеанський, Calonectris leucomelas
- Буревісник світлоногий, Ardenna carneipes

Родина: Качуркові (Hydrobatidae)
- Качурка вилохвоста, Hydrobates monorhis

## Сулоподібні(Suliformes)
Родина: Бакланові (Phalacrocoracidae)
- Баклан великий, Phalacrocorax carbo
- Баклан японський, Phalacrocorax capillatus
- Баклан берингійський, Urile pelagicus

Родина: Фрегатові (Fregatidae)
- Фрегат-арієль, Fregata ariel

## Пеліканоподібні(Pelecaniformes)
Родина: Чаплеві (Ardeidae)
- Чапля сіра, Ardea cinerea
- Чапля руда, Ardea purpurea
- Чепура велика, Ardea alba
- Чепура середня, Ardea intermedia (A)
- Чепура мала, Egretta garzetta
- Чепура жовтодзьоба, Egretta eulophotes
- Чепура тихоокеанська, Egretta sacra (A)
- Чапля єгипетська, Bubulcus ibis (A)
- Чапля мангрова, Butorides striata
- Чапля китайська, Ardeola bacchus (A)
- Квак звичайний, Nycticorax nycticorax (A)
- Бугай водяний, Botaurus stellaris
- Бугайчик китайський, Ixobrychus sinensis
- Бугайчик амурський, Ixobrychus eurhythmus

Родина: Ібісові (Threskiornithidae)
- Ібіс червононогий, Nipponia nippon (Ex)
- Косар білий, Platalea leucorodia
- Косар малий, Platalea minor

## Лелекоподібні(Ciconiiformes)
Родина: Лелекові (Ciconiidae)
- Лелека чорний, Ciconia nigra
- Лелека далекосхідний, Ciconia boyciana

## Гусеподібні(Anseriformes)
Родина: Качкові (Anatidae)
- Лебідь-кликун, Cygnus cygnus
- Лебідь чорнодзьобий, Cygnus columbianus
- Гуска китайська, Anser cygnoides
- Гуменник великий, Anser fabalis
- Anser serrirostris
- Гуска білолоба, Anser albifrons
- Гуска біла, Anser caerulescens
- Казарка чорна, Branta bernicla
- Огар рудий, Tadorna ferruginea
- Галагаз звичайний, Tadorna tadorna
- Мандаринка, Aix galericulata
- Свищ євразійський, Mareca penelope
- Качка далекосхідна, Mareca falcata
- Чирянка-квоктун, Sibirionetta formosa
- Чирянка мала, Anas crecca
- Крижень звичайний, Anas platyrhynchos
- Крижень китайський, Anas zonorhyncha
- Шилохвіст північний, Anas acuta
- Чирянка велика, Spatula querquedula
- Широконіска північна, Spatula clypeata
- Чернь зеленоголова, Aythya baeri
- Чернь чубата, Aythya fuligula
- Чернь морська, Aythya marila
- Чернь американська, Aythya affinis
- Каменярка, Histrionicus histrionicus
- Морянка, Clangula hyemalis
- Синьга американська, Melanitta americana
- Турпан азійський, Melanitta stejnegeri
- Турпан білокрилий, Melanitta fusca
- Гоголь зеленоголовий, Bucephala clangula'
- Крех малий, Mergellus albellus
- Крех середній, Mergus serrator
- Крех великий, Mergus merganser
- Крех китайський, Mergus squamatus

## Яструбоподібні(Accipitriformes)
Родина: Скопові (Pandionidae)
- Скопа, Pandion haliaetus

Родина: Яструбові (Accipitridae)
- Осоїд чубатий, Pernis ptilorhynchus (A)
- Шуліка чорний, Milvus migrans
- Орлан-білохвіст, Haliaeetus albicilla
- Орлан білоплечий, Haliaeetus pelagicus (A)
- Ягнятник, Gypaetus barbatus (A)
- Гриф чорний, Aegypius monachus (A)
- Circus spilonotus (A)
- Лунь польовий, Circus cyaneus
- Circus melanoleucos
- Яструб китайський, Accipiter soloensis
- Яструб японський, Accipiter gularis
- Яструб малий, Accipiter nisus
- Яструб великий, Accipiter gentilis
- Канюк яструбиний, Butastur indicus
- Buteo japonicus
- Канюк монгольський, Buteo hemilasius
- Зимняк, Buteo lagopus
- Підорлик великий, Clanga clanga
- Орел степовий, Aquila nipalensis (A)
- Могильник східний, Aquila heliaca
- Беркут, Aquila chrysaetos

## Соколоподібні(Falconiformes)
Родина: Соколові (Falconidae)
- Боривітер звичайний, Falco tinnunculus
- Кібчик амурський, Falco amurensis
- Підсоколик малий, Falco columbarius
- Підсоколик великий, Falco subbuteo
- Сапсан, Falco peregrinus

## Куроподібні(Galliformes)
Родина: Фазанові (Phasianidae)
- Перепілка японська, Coturnix japonica
- Фазан звичайний, Phasianus colchicus
- Тетерук євразійський, Lyrurus tetrix
- Орябок лісовий, Tetrastes bonasia

## Журавлеподібні(Gruiformes)
Родина: Журавлеві (Gruidae)
- Журавель даурський, Antigone vipio
- Журавель сірий, Grus grus
- Журавель чорний, Grus monacha
- Журавель японський, Grus japonensis

Родина: Пастушкові (Rallidae)
- Погонич-пігмей уссурійський, Coturnicops exquisitus
- Пастушок східний, Rallus indicus
- Погонич-крихітка, Zapornia pusilla
- Погонич індійський, Zapornia fusca
- Погонич далекосхідний, Zapornia paykullii
- Курочка рогата, Gallicrex cinerea
- Курочка водяна, Gallinula chloropus
- Лиска звичайна, Fulica atra
- Багновик білогрудий, Amaurornis phoenicurus

## Дрохвоподібні(Otidiformes)
Родина: Дрохвові (Otididae)
- Дрохва євразійська, Otis tarda

## Сивкоподібні(Charadriiformes)
Родина: Триперсткові (Turnicidae)
- Триперстка жовтонога, Turnix tanki

Родина: Куликосорокові (Haematopodidae)
- Кулик-сорока євразійський, Haematopus ostralegus

Родина: Сивкові (Charadriidae)
- Чайка чубата, Vanellus vanellus
- Чайка сіра, Vanellus cinereus (A)
- Сивка бурокрила, Pluvialis fulva
- Сивка морська, Pluvialis squatarola
- Пісочник усурійський, Charadrius placidus
- Пісочник великий, Charadrius hiaticula (A)
- Пісочник малий, Charadrius dubius
- Пісочник морський, Charadrius alexandrinus
- Пісочник монгольський, Charadrius mongolus
- Пісочник товстодзьобий, Charadrius leschenaultii (A)

Родина: Баранцеві (Scolopacidae)
- Слуква лісова, Scolopax rusticola
- Баранець-самітник, Gallinago solitaria
- Баранець звичайний, Gallinago gallinago
- Грицик великий, Limosa limosa'
- Кульон-крихітка, Numenius minutus
- Кульон середній, Numenius phaeopus
- Кульон великий, Numenius arquata
- Кульон східний, Numenius madagascariensis
- Коловодник звичайний, Tringa totanus
- Коловодник великий, Tringa nebularia
- Коловодник охотський, Tringa guttifer
- Коловодник лісовий, Tringa ochropus
- Коловодник болотяний, Tringa glareola
- Мородунка, Xenus cinereus
- Набережник палеарктичний, Actitis hypoleucos
- Крем'яшник звичайний, Arenaria interpres
- Побережник білий, Calidris alba
- Побережник арктичний, Calidris melanotos
- Побережник гострохвостий, Calidris acuminata
- Побережник червоногрудий, Calidris ferruginea
- Побережник чорногрудий, Calidris alpina
- Лопатень, Calidris pygmeus

Родина: Мартинові (Laridae)
- Мартин чорнохвостий, Larus crassirostris
- Мартин сизий, Larus canus
- Мартин звичайний, Chroicocephalus ridibundus
- Мартин китайський, Saundersilarus saundersi
- Мартин реліктовий, Ichthyaetus relictus
- Крячок річковий, Sterna hirundo
- Крячок малий, Sternula albifrons
- Крячок білокрилий, Chlidonias leucopterus

Родина: Алькові (Alcidae)
- Кайра тонкодзьоба, Uria aalge
- Чистун охотський, Cepphus carbo
- Пижик охотський, Brachyramphus perdix
- Моржик чорногорлий, Synthliboramphus antiquus
- Моржик чубатий, Synthliboramphus wumizusume
- Дзьоборіг, Cerorhinca monocerata

## Голубоподібні(Columbiformes)
Родина: Голубові (Columbidae)
- Голуб сизий, Columba livia (I)
- Голуб скельний, Columba rupestris (I)
- Горлиця велика, Streptopelia orientalis
- Горлиця садова, Streptopelia decaocto

## Зозулеподібні(Cuculiformes)
Родина: Зозулеві (Cuculidae)
- Зозуля рудовола, Hierococcyx hyperythrus
- Зозуля звичайна, Cuculus canorus
- Зозуля сибірська, Cuculus optatus
- Зозуля мала, Cuculus poliocephalus

## Совоподібні(Strigiformes)
Родина: Совові (Strigidae)
- Сплюшка японська, Otus semitorques
- Сплюшка східноазійська, Otus sunia
- Пугач палеарктичний, Bubo bubo
- Сова біла, Bubo scandiacus
- Сова гімалайська, Strix nivicolum
- Сова довгохвоста, Strix uralensis
- Сова яструбина, Surnia ulula
- Сич хатній, Athene noctua
- Сова-голконіг японська, Ninox japonica
- Сова вухата, Asio otus
- Сова болотяна, Asio flammeus

## Дрімлюгоподібні(Caprimulgiformes)
Родина: Дрімлюгові (Caprimulgidae)
- Дрімлюга маньчжурський, Caprimulgus jotaka

## Серпокрильцеподібні(Apodiformes)
Родина: Серпокрильцеві (Apodidae)
- Колючохвіст білогорлий, Hirundapus caudacutus
- Серпокрилець сибірський, Apus pacificus

## Сиворакшоподібні(Coraciiformes)
Родина: Рибалочкові (Alcedinidae)
- Рибалочка блакитний, Alcedo atthis
- Альціон вогнистий, Halcyon coromanda
- Альціон чорноголовий, Halcyon pileata
- Рибалочка-чубань азійський, Megaceryle lugubris

Родина: Сиворакшові (Coraciidae)
- Широкорот східний, Eurystomus orientalis

## Bucerotiformes
Родина: Одудові (Upupidae)
- Одуд, Upupa epops

## Дятлоподібні(Piciformes)
Родина: Дятлові (Picidae)
- Крутиголовка звичайна, Jynx torquilla
- Дятел сіролобий, Yungipicus canicapillus
- Дятел бурощокий Yungipicus kizuki
- Дятел малий, Dryobates minor
- Dendrocopos hyperythrus
- Дятел білоспинний, Dendrocopos leucotos
- Дятел звичайний, Dendrocopos major
- Дятел трипалий, Picoides tridactylus
- Dryocopus javensis
- Жовна чорна, Dryocopus martius
- Жовна сива, Picus canus

## Горобцеподібні(Passeriformes)
Родина: Пітові (Pittidae)
- Піта китайська, Pitta nympha

Родина: Жайворонкові (Alaudidae)
- Посмітюха звичайна, Galerida cristata
- Жайворонок польовий, Alauda arvensis
- Жайворонок солончаковий, Alaudala cheleensis

Родина: Ластівкові (Hirundinidae)
- Ластівка берегова, Riparia riparia (A)
- Ластівка сільська, Hirundo rustica
- Ластівка даурська, Cecropis daurica
- Ластівка азійська, Delichon dasypus (A)

Родина: Плискові (Motacillidae)
- Плиска деревна, Dendronanthus indicus
- Плиска японська, Motacilla grandis (A)
- Плиска біла, Motacilla alba
- Плиска аляскинська, Motacilla tschutschensis
- Плиска гірська, Motacilla cinerea
- Щеврик азійський, Anthus richardi (A)
- Щеврик забайкальський, Anthus godlewskii (A)
- Щеврик оливковий, Anthus hodgsoni (A)
- Щеврик сибірський, Anthus gustavi (A)
- Щеврик червоногрудий, Anthus cervinus
- Щеврик американський, Anthus rubescens (A)

Родина: Личинкоїдові (Campephagidae)
- Личинкоїд сірий, Pericrocotus divaricatus

Родина: Бюльбюлеві (Pycnonotidae)
- Бюльбюль китайський, Pycnonotus sinensis (A)
- Оливник короткопалий, Hypsipetes amaurotis

Родина: Золотомушкові (Regulidae)
- Золотомушка жовточуба, Regulus regulus

Родина: Омелюхові (Bombycillidae)
- Омелюх звичайний, Bombycilla garrulus
- Омелюх східноазійський, Bombycilla japonica

Родина: Пронуркові (Cinclidae)
- Пронурок бурий, Cinclus pallasii

Родина: Воловоочкові (Troglodytidae)
- Волове очко, Troglodytes troglodytes

Родина: Тинівкові (Prunellidae)
- Тинівка альпійська, Prunella collaris
- Тинівка сибірська, Prunella montanella

Родина: Дроздові (Turdidae)
- Квічаль тайговий, Zoothera aurea
- Квічаль сибірський, Geokichla sibirica
- Дрізд сизий, Turdus hortulorum
- Дрізд білочеревий, Turdus cardis
- Дрізд вузькобровий, Turdus obscurus
- Дрізд золотистий, Turdus chrysolaus
- Дрізд блідий, Turdus pallidus
- Дрізд рудоволий, Turdus ruficollis
- Дрізд темний, Turdus eunomus
- Дрізд Наумана, Turdus naumanni

Родина: Cettiidae
- Очеретянка-куцохвіст далекосхідна, Urosphena squameiceps
- Horornis canturians

Родина: Кобилочкові (Locustellidae
- Кобилочка плямиста, Locustella lanceolata
- Кобилочка охотська, Helopsaltes ochotensis
- Кобилочка японська, Helopsaltes pleskei
- Кобилочка тайгова, Helopsaltes fasciolatus
- Матата японська, Helopsaltes pryeri

Родина: Очеретянкові (Acrocephalidae)
- Очеретянка чорноброва, Acrocephalus bistrigiceps
- Очеретянка східна, Acrocephalus orientalis

Родина: Вівчарикові (Phylloscopidae)
- Вівчарик бурий, Phylloscopus fuscatus
- Вівчарик товстодзьобий, Phylloscopus schwarzi
- Вівчарик золотомушковий, Phylloscopus proregulus
- Вівчарик лісовий, Phylloscopus inornatus'
- Вівчарик шелюговий, Phylloscopus borealis
- Вівчарик зелений, Phylloscopus trochiloides
- Вівчарик світлоногий, Phylloscopus tenellipes
- Вівчарик оливковий, Phylloscopus coronatus

Родина: Суторові (Paradoxornithidae)
- Сутора бура, Sinosuthora webbiana
- Кореанка пекінська, Rhopophilus pekinensis

Родина: Мухоловкові (Muscicapidae)
- Скеляр білогорлий, Monticola gularis
- Скеляр синій, Monticola solitarius
- Мухоловка далекосхідна, Muscicapa griseisticta
- Мухоловка сибірська, Muscicapa sibirica
- Мухоловка бура, Muscicapa dauurica
- Мухоловка даурська, Ficedula zanthopygia
- Мухоловка зеленоспинна, Ficedula elisae (A)
- Мухоловка жовтоспинна, Ficedula narcissina (A)
- Мухоловка тайгова, Ficedula mugimaki
- Мухоловка північна, Ficedula albicilla
- Мухоловка синя, Cyanoptila cyanomelana
- Соловейко-свистун, Larvivora sibilans
- Соловейко японський, Larvivora akahige (A)
- Соловейко синій, Larvivora cyane
- Синьошийка, Luscinia svecica (A)
- Соловейко червоногорлий, Calliope calliope (A)
- Синьохвіст тайговий, Tarsiger cyanurus
- Горихвістка чорна, Phoenicurus ochruros (A)
- Горихвістка сибірська, Phoenicurus auroreus
- Saxicola stejnegeri
- Кам'янка лиса, Oenanthe pleschanka (A)

Родина: Монархові (Monarchidae)
- Монарх-довгохвіст чорний, Terpsiphone atrocaudata
- Монарх-довгохвіст амурський, Terpsiphone incei

Родина: Ополовникові (Aegithalidae)
- Синиця довгохвоста, Aegithalos caudatus

Родина: Синицеві (Paridae)
- Гаїчка болотяна, Poecile palustris
- Гаїчка-пухляк, Poecile montanus
- Синиця чорна, Periparus ater
- Синиця далекосхідна, Parus minor
- Гаїчка японська, Sittiparus varius

Родина: Повзикові (Sittidae)
- Повзик звичайний, Sitta europaea
- Повзик китайський, Sitta villosa

Родина: Підкоришникові (Certhiidae)
- Підкоришник звичайний, Certhia familiaris

Родина: Ремезові (Remizidae)
- Ремез китайський, Remiz consobrinus

Родина: Окулярникові (Zosteropidae)
- Окулярник буробокий, Zosterops erythropleurus
- Окулярник японський, Zosterops japonicus

Родина: Вивільгові (Oriolidae)
- Вивільга чорноголова, Oriolus chinensis

Родина: Сорокопудові (Laniidae)
- Сорокопуд тигровий, Lanius tigrinus
- Сорокопуд японський, Lanius bucephalus
- Сорокопуд сибірський, Lanius cristatus
- Сорокопуд клинохвостий, Lanius sphenocercus

Родина: Воронові (Corvidae)
- Сойка звичайна, Garrulus glandarius
- Сорока блакитна, Cyanopica cyana
- Сорока усурійська, Pica serica
- Горіхівка крапчаста, Nucifraga caryocatactes'
- Галка даурська, Corvus dauuricus
- Грак, Corvus frugilegus
- Ворона чорна, Corvus corone
- Ворона великодзьоба, Corvus macrorhynchos

Родина: Шпакові (Sturnidae)
- Шпак даурський, Agropsar sturninus
- Шпак сірий, Spodiopsar cineraceus

Родина: Calcariidae
- Подорожник лапландський, Calcarius lapponicus

Родина: Вівсянкові (Emberizidae)
- Вівсянка білоголова, Emberiza leucocephalos
- Вівсянка чорновуса, Emberiza cioides
- Вівсянка манджурська, Emberiza jankowskii
- Вівсянка рудошия, Emberiza yessoensis
- Вівсянка сіроголова, Emberiza fucata
- Вівсянка-крихітка, Emberiza pusilla
- Вівсянка жовтогорла, Emberiza elegans
- Вівсянка лучна, Emberiza aureola
- Вівсянка японська, Emberiza sulphurata
- Вівсянка сибірська, Emberiza spodocephala
- Вівсянка полярна, Emberiza pallasi
- Вівсянка очеретяна, Emberiza schoeniclus

Родина: В'юркові (Fringillidae)
- В'юрок, Fringilla montifringilla
- Катуньчик сибірський, Leucosticte arctoa
- Смеречник тайговий, Pinicola enucleator
- Чечевиця євразійська, Carpodacus erythrinus
- Чечевиця сибірська, Carpodacus roseus
- Урагус, Carpodacus sibiricus
- Шишкар ялиновий, Loxia curvirostra
- Шишкар білокрилий, Loxia leucoptera
- Чечітка звичайна, Acanthis flammea
- Чечітка біла, Acanthis hornemanni
- Чиж лісовий, Spinus spinus
- Chloris sinica
- Снігур звичайний, Pyrrhula pyrrhula
- Костогриз звичайний, Coccothraustes coccothraustes
- Костар малий, Eophona migratoria
- Костар великий, Eophona personata

Родина: Горобцеві (Passeridae)
- Горобець рудий, Passer cinnamomeus
- Горобець польовий, Passer montanus